# Красностепновское
Красностепновское (чечен. ДаьттагI) — село в Грозненском районе Чеченской Республики. Входит в состав Октябрьского сельского поселения.

## География
Село расположено у северного подножья Сунженского хребта, в 16 км к западу от города Грозный.
Ближайшие населённые пункты: на северо-западе — сёла Керла-Юрт и Радужное и посёлок Гунюшки, на севере — село Побединское, на северо-востоке — посёлок Артёмово (в составе города Грозный), на юго-востоке — сёла Октябрьское и Алхан-Кала, на юге — село Закан-Юрт и на юго-западе — село Самашки.

## История
В 1977 году указом Президиума ВС РСФСР посёлок фермы № 2 совхоза «Молочный № 1» был переименован в село Красностепновское.

## Население
| 1990 | 2002 | 2010 | 2021 |
| ---- | ---- | ---- | ---- |
| 202  | ↗207 | ↘168 | ↗288 |